# فایز الرشیدی
فایز الرشیدی (عربی: فايز بن عيسى الرشيدي؛ زاده ۱۹ ژوئیهٔ ۱۹۸۸) یک بازیکن فوتبال اهل عمان است وی همچنین در تیم ملی فوتبال عمان بازی می‌کند.